# Tafo
Tafo är en ort i Ghana.   Den ligger i regionen Ashantiregionen, i den centrala delen av landet, 200 km nordväst om huvudstaden Accra. Tafo ligger 291 meter över havet och antalet invånare är 50 457.
Terrängen runt Tafo är platt. Runt Tafo är det mycket tätbefolkat, med 4 343 invånare per kvadratkilometer. Närmaste större samhälle är Kumasi, 5,3 km söder om Tafo. Omgivningarna runt Tafo är en mosaik av jordbruksmark och naturlig växtlighet.